# 飛田給
飛田給（とびたきゅう）は、東京都調布市の町名。現行行政地名は飛田給一丁目から飛田給三丁目。

## 地理
調布と府中の間に位置する住宅地域。東京都心から約25km。津田沼、浦和、東小金井駅、稲田堤とほぼ同距離にあたる。南には多摩川が流れている。住宅、生産緑地が地域を占めるほか、ブドウやナシ畑も点在している。東に上石原、西に府中市押立町、白糸台、北に西町と接している。地域内を立川崖線が通り、多摩川のはけの高低差を確認できる。

### 地価
住宅地の地価は2025年1月1日の公示地価によると、飛田給二丁目15番地13の地点で40万4000円/m2となっている。

## 世帯数と人口
2025年（令和7年）1月1日現在の世帯数と人口は以下の通りである。<ref>
| 丁目         | 世帯数    | 人口    |
| ------------ | --------- | ------- |
| 飛田給一丁目 | 1,960世帯 | 3,243人 |
| 飛田給二丁目 | 1,679世帯 | 2,852人 |
| 飛田給三丁目 | 1,009世帯 | 2,098人 |
| 計           | 4,648世帯 | 8,193人 |

## 歴史
由来は多摩郡と入間郡境に存在した悲田（飛田）の給地とされている。江戸時代は江戸と甲府方面を繋ぐ甲州街道、富士山の信仰のために整備されたふじ大山道、2021年現在の野川公園や東小金井駅付近を経由し所沢方面に至る所沢道といった街道の要所であった。当時は布田五宿の助郷役を務め、地域の南部多摩川寄りには府中用水が整備された。

## 周辺施設
- 調布アーバンホテル
- アコーディアガーデン調布
- 東京スタジアム（味の素スタジアム）
- 武蔵野の森総合スポーツプラザ
- 武蔵野の森公園
- 榊原記念病院
- 警察大学校
- 東京外国語大学府中キャンパス
- 調布市立飛田給小学校

## 鉄道
| 街区内の駅               |
| ------------------------ |
| 京王線 - 飛田給駅(KO 20) |

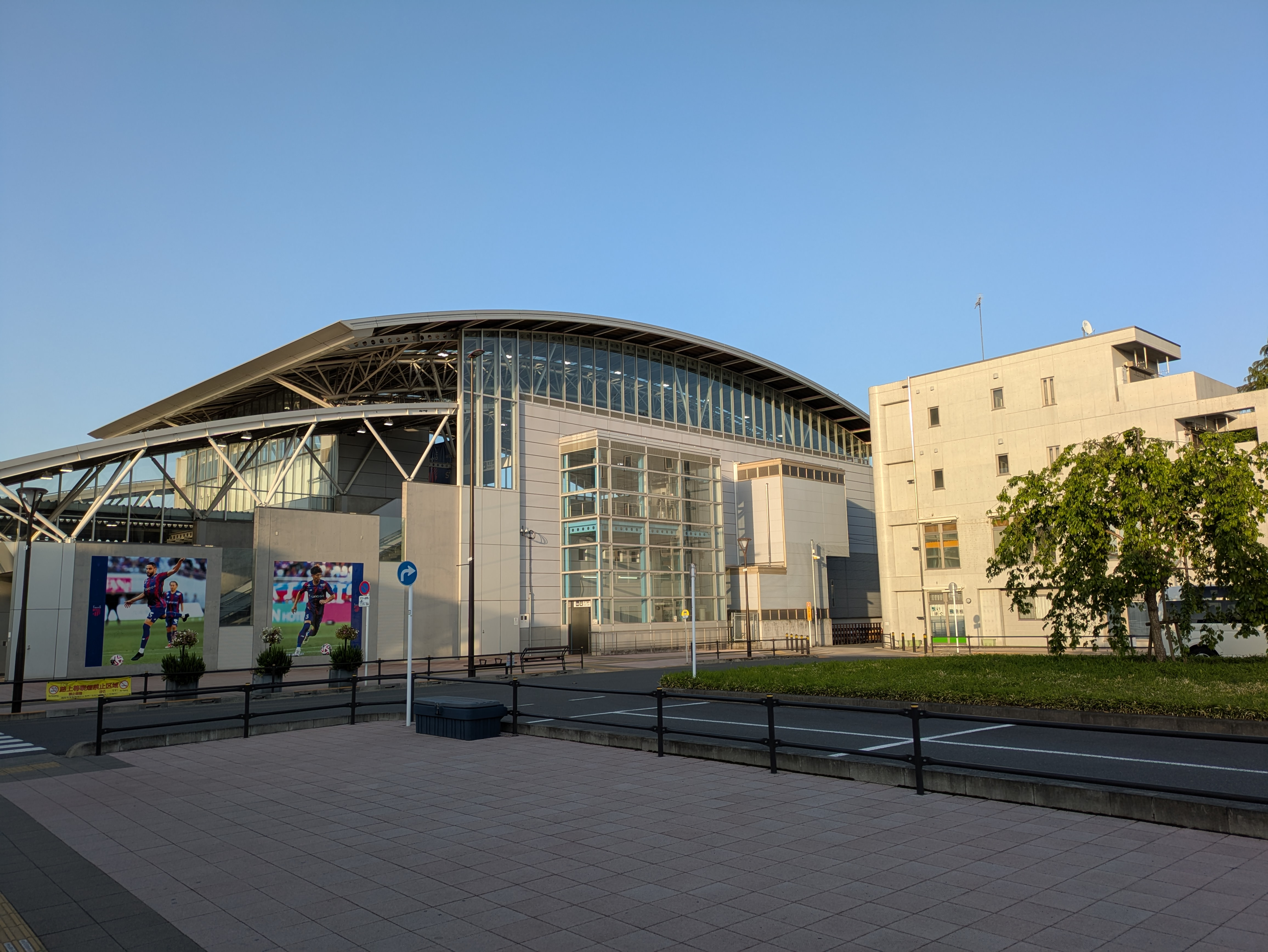
飛田給駅南口

西武多摩川線多磨駅と白糸台駅まで徒歩約20分程であり、街区外ではあるが利用者の流動がある。

## 道路
中央自動車道調布インターチェンジもしくは稲城インターチェンジが東京方面から、八王子市方面からは府中スマートインターチェンジが近い。多摩川を渡る橋としては、稲城大橋が至近に所在。